# Oxystethus intermedius
Oxystethus intermedius är en insektsart som beskrevs av Ludwig Redtenbacher 1891. Oxystethus intermedius ingår i släktet Oxystethus och familjen vårtbitare.

## Underarter
Arten delas in i följande underarter:
- O. i. brevipennis
- O. i. intermedius